# Sardara
Sardara település Olaszországban, Szardínia régióban, Medio Campidano megyében. Lakosainak száma 3801 fő (2023. január 1.). Sardara Collinas, San Gavino Monreale, Villanovaforru, Sanluri, Pabillonis és Mogoro községekkel határos.

## Népesség
A település lakossága az elmúlt években az alábbi módon változott:
| Lakosok száma | 4070 | 4033 | 3801 |
|               | 2017 | 2018 | 2023 |